# Balatonújlak
Balatonújlak é um município da Hungria, situado no condado de Somogy. Tem 10,81 km² de área e sua população em 2019 foi estimada em 458 habitantes.